# فرانشيسكو فينوتشيو
فرانشيسكو فينوتشيو (بالإيطالية: Francesco Finocchio)‏ (30 أبريل 1992 بكازيرتا في إيطاليا - ) هو لاعب كرة قدم إيطالي في مركز الوسط. شارك مع منتخب إيطاليا تحت 17 سنة لكرة القدم ومنتخب إيطاليا تحت 18 سنة لكرة القدم. أما مع النوادي، فقد لعب مع نادي بارما ونادي بيزا ونادي غوريتسا ونادي كريمونيسي ونادي طرابنش 1905 ‏ وبوردينوني كالتشيو ونادي فيرالبيسالو وSS Racing Club Fondi ‏.

## روابط خارجية
- فرانشيسكو فينوتشيو على موقع قاعدة بيانات كرة القدم.إي يو (الإنجليزية)
- فرانشيسكو فينوتشيو على موقع Soccerway.com (الإنجليزية)
- فرانشيسكو فينوتشيو على موقع AS.com (الإسبانية)